# Macrino d'Alba
Macrino d'Alba pseudonyme de Gian Giacomo de Alladio dit Macrino (Alba, entre 1460 et 1465 - 1513) est un peintre italien actif au Piémont et à  Pavie entre 1495 et 1513.

## Biographie
Les informations documentées concernant Macrino d'Alba étant rares, de nombreuses réalisations de sa zone d'activité piémontaise de la fin du XVe et début du XVIe siècle lui ont été injustement attribuées. Des études récentes concernant son style et son histoire ont permis de résoudre de nombreuses incertitudes sur sa biographie, à commencer par son identité qui s'est avérée être Gian Giacomo de' Alladio, surnommé Macrino (« petit maigre ») probablement dû à sa frêle corpulence. Macrino est issu d'une famille aisée d'Alba.
Il n'existe aucune information sur son apprentissage pictural dans sa ville natale d'Alba, qui faisait partie de la petite signoria des Paléologues, marquis de Montferrat. 
Sa présence à Rome vers 1490 est donnée comme certaine. À Rome, capitale artistique, la formation de Macrino s'est faite à travers l'étude des maîtres toscans et ombriens comme Luca Signorelli et Le Pérugin qui travaillaient pour la papauté. 
Les affinités stylistiques avec Pinturicchio, permettent de penser que Macrino aurait fréquenté son atelier où il a pris goût aux couleurs vives à la composition de scènes entre d'imposantes architectures Renaissance et les paysages riches en édifices et « antiquaria » romaine ; ainsi que sur le plan technique, il pratique l'usage du  tratteggio con una tempera molto magra stesa sotto un dettagliato disegno a pennello, technique « composant tempera forte et détail soigné au pinceau » à laquelle Macrino reste fidèle tout au long de son activité.

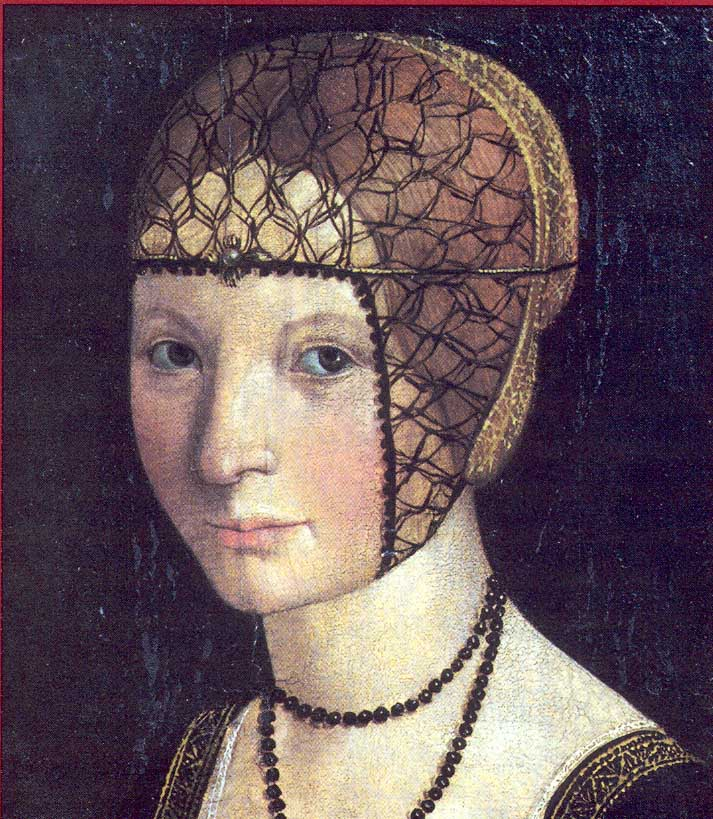
Portrait d'Anne d’Alençon. Tempera sur bois, Santuario dell'Assunta, Crea.

Son retour dans sa ville natale signe son engagement, car il peut se vanter de porter au Piémont les dernières nouveautés picturales.
Son inspiration tirée du Pinturicchio est particulièrement évidente dans les œuvres qu'il a réalisées en cette période à partir de son premier travail, le triptyque de  1495 avec  La Vierge à l'Enfant et quatre saints (actuellement au Museo Civico di Arte Antica de Turin), au Polyptyque de la Chartreuse de Pavie (1496), le grand retable de la Vierge en Gloire, signée et datée (1498) réalisée pour la chartreuse de Valmanera, près de Asti (maintenant à la Galleria Sabauda de Turin).
L’affirmation de Macrino à Montferrat a été néanmoins contestée surtout à Asti, par la concurrence de Gandolfino da Roreto. 
À partir des premières années 1500 il continue néanmoins de recevoir ses principales commandes de la cour des Paléologues. 
De cette période datent les peintures Madonna e Santi (1501) (municipio d'Alba), la Pala del Santuario di Crea (1503) ainsi que les deux petits portraits de Guglielmo IX Paléologue et de d'Anne d'Alençon (1503).  
L'activite de Macrino en tant que portraitiste montre une influence certaine de Léonard de Vinci ; on retrouve le même effet dans certains cadres religieux comme la Madonna del Latte (collection privée). 
Néanmoins on ne peut pas parler d'un Macrino leonardesque car en substance il est resté fidèle à l'acquis de son apprentissage à Rome. 
Toutefois dans sa production tardive (Madonna in adorazione del Bambino, Santi e donatore de 1505 et Madonna in adorazione de 1508 de la collection Kress peinte pour le dôme de Turin et maintenant à la galerie Sabauda on retrouve une meilleure maîtrise dans la composition et y transparaît une humanité plus touchante découlant probablement de sa  confrontation avec les œuvres de l'artiste turinois Martino Spanzotti.

## Œuvres principales
- Autoportrait, tempera sur bois, 33,5 × 28,5 cm, Museo civico d'arte antica, Turin.
- Madonna col Bambino in Trono e i santi Nicola e Martino di Tours, tempera sur bois, 138 × 148 cm, 1492-1493 env., Pinacothèque Capitoline, Rome.
- Portrait d'Andrea Novelli, tempera sur bois, 39 × 25 cm, vers 1499, Isola Bella, collection Borromeo
- Polyptyque dont il reste trois panneaux : Gioacchino e l'Angelo, 139,9 × 53,6 cm; Madonna con Bambino , 139,1 × 56,9 cm; Incontro di Gioacchino e Anna, 139,9 × 54,4 cm, tempera sur bois, vers. 1493-1494, Stadelsches Kunstinstitut, Francfort,
- Madonna col Bambino in trono tra i santi Giacomo Maggiore, Giovanni Evangelista, Giovanni Battista, Tommaso d'Aquino e due donatori, tempera sur bois, 201 × 227 cm, 1495,  Museo civico d'arte antica, Turin,
- Polyptyque de la Chartreuse de Pavie: panneaux Resurrezione di Cristo; Sant'Ugo di Langre; Madonna in trono col Bambino e angeli; Sant'Ugo di Canterbury, 1496, chartreuse, Pavie
- Pala della Madonna in gloria con i santi Giovanni Battista, Giacomo, Gerolamo, Ugone, tempera vernie sur bois, 350 × 193 cm, 1498, galerie Sabauda, Turin,
- Les saints Giovanni Battista e Maddalena; Giovanni Evangelista e Michele, 61 × 42 cm; panneaux d'un polyptyque démembré, tempera, collection Cassa di Risparmio, Cuneo;
- Trittico di Lucedio avec Madonna in trono col Bambino e angeli (centre); Bernard de Clairvaux le donateur Annibale Paléologue (droite); Jean le Baptiste (gauche); tempera sur bois, 1499, Museo diocesano di Tortona (it), Alexandrie;
- Incontro di Gioacchino e Anna, tempera sur bois, 57 × 42 cm, collection privée, Turin,
- Portrait du chevalier de Malte (Benvenuto San Giorgio di Biandrate?), tempera sur bois, 38 × 28 cm, 1499, Pierpont Morgan Library, New York,
- Madonna col Bambino, angeli, i santi Francesco e Tommaso d'Aquino e due donatrici, tempera sur bois, 121 × 143 cm, 1501, Alba, Municipio
- Adorazione dei pastori, tempera sur bois, 114,3 × 68,6 cm, vers 1502, El Paso, musée d'art (collection Kress)
- Madonna in adorazione del Bambino con i santi Giovanni Battista, Giacomo, Agostino e Gerolamo, tempera sur bois, 141 × 159 cm, 1503, Serralunga di Crea, Santuario dell'Assunta
- Portrait de Guillaume IX de Montferrat, tempera sur bois, 15,04 × 19,08 cm, 1503, Serralunga di Crea, Tesoro del Santuario
- Portrait d'Anne d'Alençon, tempera sur bois, 15,04 × 19,08 cm, 1503, Serralunga di Crea, Tesoro del Santuario
- Madonna in adorazione del Bambino con angeli, i santi Giuseppe, Giovanni Battista, Gerolamo, Solutore etle donateur Amedeo di Romagnano ; retable, tempera sur toile, à l'origine sur bois, 200 × 136 cm, galerie Sabauda, Turin,
- Polyptyque de l'église San Francesco in Alba San Francesco che riceve le stigmate (panneau central du compartiment inférieur); les autres panneaux représentant des figures de saints), tempera sur bois, 1506, galerie Sabauda, Turin
- Madonna in adorazione del Bambino con i santi Giuseppe, Nicola da Tolentino, Agostino, Gerolamo e angeli musicanti, tempera sur bois, 138 × 154 cm, vers 1508, église San Giovanni Battista, Alba,
- Madonna del latte, tempera sur bois, 52 × 36 cm, collection privée (auparavant collection Borletti, Milan)
- Sposalizio mistico di santa Caterina e i santi Giovanni Battista, Francesco, Gerolamo, Vincenzo Ferreri e Maddalena, tempera sur bois, 93 × 87,5 cm, église paroissiale San Giorgio, Neviglie d'Alba,

## Galerie d'images

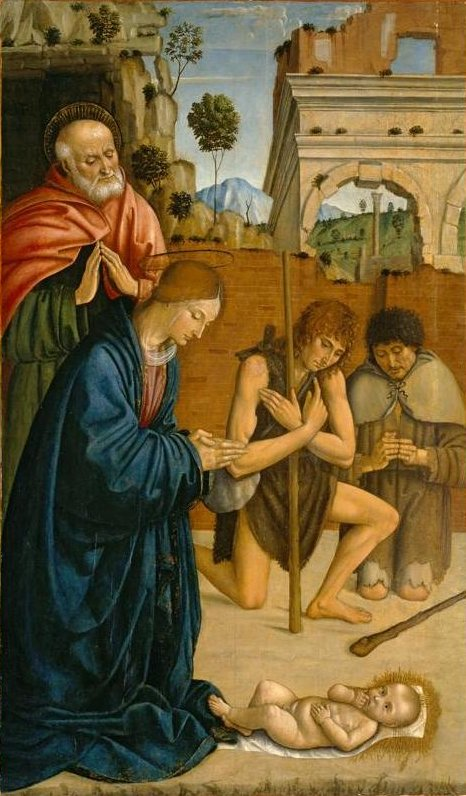
Adoration des Bergers, tempera sur bois, 1502 env., musée d'art (collection Kress), El Paso.
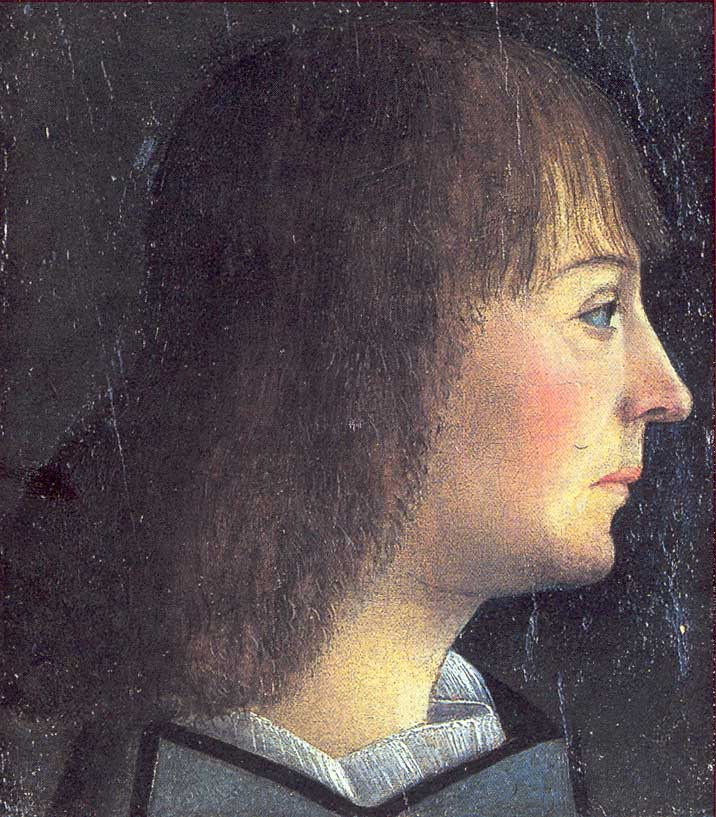
Portrait de Guillaume IX Paléologue, tempera sur bois, 1503, Trésor du Sanctuaire, Serralunga di Crea.
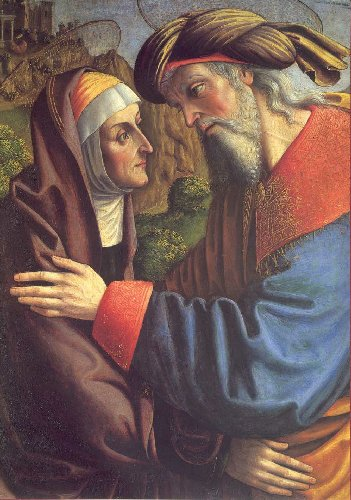
Incontro di Gioacchino e Anna, collection privée, Turin.
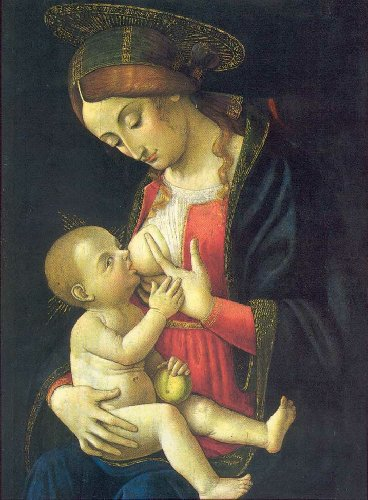
Madonna del latte, collection privée.

## Source
- (it) Cet article est partiellement ou en totalité issu de l’article de Wikipédia en italien intitulé « Macrino d'Alba » (voir la liste des auteurs).